# سعيد القحطاني (لاعب كرة قدم مواليد 1991)
سعيد علي القحطاني لاعب كرة قدم سعودي، يلعب كمدافع حاليا مع نادي جرش.

## مسيرة اللاعب
لعب في نادي ضمك ونادي جرش.